# Carl Wellman
Carl Wellman (geboren 1926 in Lynn, Massachusetts; gestorben 17. Juli 2021 in St. Louis) war ein US-amerikanischer Philosoph.

## Leben
Carl Wellman wuchs in Manchester (New Hampshire) auf.  Als Kind litt er am Stevens-Johnson-Syndrom. Er studierte an der University of Arizona in der Hoffnung, dass das trockene Wüstenklima ihm nützen würde. Er machte 1949 einen B.A. in Philosophie und in Politischer Wissenschaft. Er ging danach an die Harvard University, an der er 1954 promoviert wurde.  
Mit einem Stipendium konnte er sich ein Jahr an der Cambridge University aufhalten und studierte dort unveröffentlichte Manuskripte von Ludwig Wittgenstein. Ab 1953 arbeitete er an der Lawrence University in Appleton. Sein erstes Buch The Language of Ethics erschien 1961. 1968 ging er an die Washington University in St. Louis und wurde 1988 Professor. Auch nach seiner Emeritierung 1999 war er noch ein produktiver Philosoph zu Fragen der Medizinethik, zu Menschenrechten, zum Terrorismus und zum Verfassungsrecht.  
Wellman veröffentlichte 12 Bücher und zahlreiche Artikel in Mind, Ethics & International Affairs, Philosophical Review, Journal of Philosophy und American Philosophical Quarterly. Im Jahr 2000 erhielt er eine Festschrift unter dem Titel Rights and Reason: Essays in Honor of Carl Wellman.

## Schriften (Auswahl)
- The Language of Ethics. Cambridge, Mass.: Harvard Univ. Pr., 1961
- Challenge and Response: Justification in Ethics. Carbondale: Southern Illinois Univ. Pr., 1971
- (Hrsg.): Morals and Ethics. Textbook. Glenview, Ill. : Scott, Foresman and Co., 1975
- (Hrsg.): Equality and freedom, past, present and future. Saint Louis World Congress on Philosophy of Law and Social Philosophy. Wiesbaden : Steiner, 1977
- Welfare Rights. Totowa, N.J. : Rowman and Littlefield, 1982
- A Theory of Rights: Persons Under Laws, Institutions, and Morals. Totowa, NJ: Rowman & Allanheld, 1985
- Real Rights. New York, NY : Oxford Univ. Press, 1995
- An approach to rights : studies in the philosophy of law and morals. Dordrecht : Kluwer Academic Publishers, 1997
- The Proliferation of Rights : moral progress or empty rhetoric? 1999
- Medical Law and Moral Rights. New York : Springer, 2005
- The moral dimensions of human rights. Oxford : Oxford Univ. Press, 2011